# إمبدين (مين)
إمبدين (بالإنجليزية: Embden, Maine)‏ هي بلدة أمريكية تقع في الولايات المتحدة في Somerset County. يقدر عدد سكانها بـ 939 نسمة ومساحتها 112.64 كم2 وترتفع عن سطح البحر 128 متر.

## التركيبة السكانية
قام مكتب تعداد الولايات المتحدة بتحديد بيانات التركيبة السكانية لإمبدين في تعداد الولايات المتحدة. في ما يلي، التركيبة السكانية حسب تعدادي 2000 و2010.

### تعداد عام 2000
بلغ عدد سكان إمبدين 881 نسمة بحسب تعداد عام 2000، وبلغ عدد الأسر 365 أسرة وعدد العائلات 262 عائلة مقيمة في البلدة. في حين سجلت الكثافة السكانية 22.0 نسمة لكل ميل مربع (8.5/كم2). وبلغ عدد الوحدات السكنية 893 وحدة بمتوسط كثافة قدره 22.3 نسمة لكل ميل مربع (8.6/كم2).
وتوزع التركيب العرقي للبلدة بنسبة 98.86% من البيض و 0.23% من الأمريكيين الأصليين و 0.91% من عرقين مختلطين أو أكثر.
بلغ عدد الأسر 364 أسرة كانت نسبة 28.2% منها لديها أطفال تحت سن الثامنة عشر تعيش معهم، وبلغت نسبة الأزواج القاطنين مع بعضهم البعض 61.6% من أصل المجموع الكلي للأسر، ونسبة 6.3% من الأسر كان لديها معيلات من الإناث دون وجود شريك، وكانت نسبة 28.2% من غير العائلات. تألفت نسبة 22.2% من أصل جميع الأسر من أفراد ونسبة 9.3% كانوا يعيش معهم شخص وحيد يبلغ من العمر 65 عاماً فما فوق. وبلغ متوسط حجم الأسرة المعيشية 2.74، أما متوسط حجم العائلات فبلغ 2.38.
بلغ العمر الوسطي للسكان 42 عاماً. وكانت نسبة 21.7% من القاطنين تحت سن الثامنة عشر، وكانت نسبة 5.9% بين الثامنة عشر والأربعة وعشرون عاماً، ونسبة 28.7% كانت واقعةً في الفئة العمرية ما بين الخامسة والعشرون حتى والأربعة وأربعون عاماً، ونسبة 28.4% كانت ما بين الخامسة والأربعون حتى الرابعة والستون، ونسبة 15.3% كانت ضمن فئة الخامسة والستون عاماً فما فوق. يوجد لكل 100 أنثى 103.5 ذكر، ويوجد لكل 100 أنثى في الثامنة عشر من عمرها فما فوق 101.8 ذكر.
بلغ متوسط دخل الأسرة في البلدة 31,397 دولار، أما متوسط دخل العائلة فبلغ 35,833 دولار. وكان متوسط دخل الذكور 28,281 دولار مقابل 20,781 دولار للإناث. وسجل دخل الفرد الخاص بالبلدة 14,588 دولار. وكانت نسبة 10.2% من العائلات ونسبة 15.4% من السكان تحت خط الفقر، وكان من هؤلاء نسبة 15.7% تحت سن الثامنة عشر ونسبة 13.8% في الخامسة والستين من العمر وما فوق.

### تعداد عام 2010
بلغ عدد سكان إمبدين 939 نسمة بحسب تعداد عام 2010، وبلغ عدد الأسر 407 أسرة وعدد العائلات 286 عائلة مقيمة في البلدة. في حين سجلت الكثافة السكانية 23.7 نسمة لكل ميل مربع (9.2/كم2). وبلغ عدد الوحدات السكنية 950 وحدة بمتوسط كثافة قدره 24.0 لكل ميل مربع (9.3/كم2).
وتوزع التركيب العرقي للبلدة بنسبة 97.6% من البيض و 0.4% من الأمريكيين الأصليين و 0.2% من الأمريكيين ذوي الأصول الآسيوية و 0.4% من الأمريكيين الأفارقة و 0.7% من عرقين مختلطين أو أكثر.
بلغ عدد الأسر 407 أسرة كانت نسبة 23.6% منها لديها أطفال تحت سن الثامنة عشر تعيش معهم، وبلغت نسبة الأزواج القاطنين مع بعضهم البعض 60.9% من أصل المجموع الكلي للأسر، ونسبة 5.2% من الأسر كان لديها معيلات من الإناث دون وجود شريك، بينما كانت نسبة 4.2% من الأسر لديها معيلون من الذكور دون وجود شريكة وكانت نسبة 29.7% من غير العائلات. تألفت نسبة 24.8% من أصل جميع الأسر من أفراد ونسبة 11.3% كانوا يعيش معهم شخص وحيد يبلغ من العمر 65 عاماً فما فوق. وبلغ متوسط حجم الأسرة المعيشية 2.66، أما متوسط حجم العائلات فبلغ 2.28.
بلغ العمر الوسطي للسكان 49.7 عاماً. وكانت نسبة 17.9% من القاطنين تحت سن الثامنة عشر، وكانت نسبة 5% بين الثامنة عشر والأربعة وعشرون عاماً، ونسبة 20.1% كانت واقعةً في الفئة العمرية ما بين الخامسة والعشرون حتى والأربعة وأربعون عاماً، ونسبة 36.6% كانت ما بين الخامسة والأربعون حتى الرابعة والستون، ونسبة 20.4% كانت ضمن فئة الخامسة والستون عاماً فما فوق. وتوزع التركيب الجنسي للسكان بنسبة 52.3% ذكور و47.7% إناث.